# Renaat van der Linden
Renaat van der Linden (Nederbrakel, 7 januari 1918 - Zottegem, 16 maart 1999) was een Vlaamse schrijver en volkskundige. Zijn eerste jeugdboek werd in 1942 gepubliceerd onder het pseudoniem Petrof Romanof. Later schreef hij voornamelijk werken over folklore.
In 1961 werd hij voorzitter van de Koninklijke Bond der Oost-Vlaamse Volkskundigen (KBOV). Hij was tevens hoofdredacteur van het volkskundig tijdschrift Oost-Vlaamse Zanten.

## Publicaties
Selectie
- Bedevaartvaantjes. Legenden. Iconografie. Volksgebruiken (1958)
- Het bolspel in Vlaanderen en nu (1966)
- Iconografie van Sint-Niklaas in Vlaanderen (1972)
- Grootmoeders raadselboek (1981)
- De glorie van het brood (1983)
- Landelijk leven in vlaanderen (1983) ISBN 9789031705238
- Reuzen in Vlaanderen (1985)
- 't Ros Beiaard doet zijn ronde (1989) ISBN 9789072959034
- Volkskunde in Vlaanderen (1984)

- Digitale Bibliotheek voor de Nederlandse Letteren: lind071
- Gemeinsame Normdatei: 117035203
- International Standard Name Identifier: 0000 0000 6317 114X
- Library of Congress Control Number: n81010566
- Nationale Bibliotheek van Israël: 987007423424505171
- Nederlandse Thesaurus van Auteursnamen: 068694490
- Système universitaire de documentation: 138778647
- Virtual International Authority File: 13074028
- WorldCat: E39PBJyrXCDfJTVKkghTTcm8G3